# Фарес Шаїбі
Фарес Шаїбі (араб. فارس شعيبي, нар. 28 листопада 2002, Ліон, Франція) — алжирський футболіст, центральний півзахисник німецького клубу «Айнтрахт» та національної збірної Алжиру.

## Ігрова кар'єра

### Клубна
Фарес Шаїбі починав займатися футболом в академії клубу «Ліон». У 2019 році він приєднався до клубу «Тулуза», де продовжив грати за молодіжну команду та дублюючий склад у Національному чемпіонаті. У лютому 2022 року Шаїбі підписав з клубом перший професійний контракт.
Сезон 2022/23 «Тулуза» починала у Лізі 1 і 7 2022 року серпня Шаїбі зіграв свою першу гру в основі, коли вийшов з перших хвиоин у матчі проти «Ніцци». В тому ж сезоні Фарес Шаїбі у складі «Тулузи» став переможцем Кубка Франції.
У серпні 2023 року Шаїбі підписав п'ятирічний контракт з німецьким клубом «Айнтрахт» з Франкфурта. 16 вересня зіграв першу гру у Бундеслізі, вийшовши на другий тайм матчу проти «Бохума».

### Збірна
У березні 2023 року у матчі кваліфікації Кубка африканських націй проти команди Нігеру Фарес Шаїбі дебютував у складі національної збірної Алжиру.

## Титули
Тулуза
 Переможець Кубка Франції: 2022/23